# Emma Lawton
Emma Lawton (Wishaw, 26 juli 2001) is een Schots voetbalspeelster. Ze speelt als verdediger voor Celtic FC in de Schotse Premier League.

## Clubcarrière
Lawton groeide op in East Kilbride en kwam in de jeugd uit voor Celtic FC. Op vijftienjarige leeftijd voegde ze zich bij Partick Thistle waarmee ze uitkwam in de Schotse eerste divisie. Lawton hielp de club in 2018 aan promotie naar de Schotse Premier League, het hoogste vrouwenvoetbalniveau van Schotland. Tegen het einde van 2019 maakte Lawton de overstap naar het Engelse Manchester City, waar ze onderdeel maakte van de jeugdacademie en een doorbraak uitbleef mede door de coronapandemie.
In juli 2022 keerde Lawton terug naar Schotland waar ze zich voegde bij Premier League club Motherwell FC. Ze kwam drie seizoen uit voor de club alvorens ze terugkeerde bij Patrick Thistle, waarmee ze eveneens uitkwam in de Schotse Premier League. Tijdens het seizoen 2023/24 hielp Lawton haar club aan het bereiken van de Schote Premier League Cup finale. Deze ging met 4-1 verloren tegen Rangers. In de Premier League eindigde ze met Patrick Thistle op de zesde plaats en na afloop van het seizoen werd Lawton opgenomen in het PFA Scotland Team of the Year. Ook noemde Partick Thistle haar uit tot 'speelster van het seizoen'. Ondanks dat ze een nieuw contract tekende bij Patrick Thistle, werd ze op de transferdeadlinedag overgenomen door Celtic FC. Ze tekende een volwaardig contract bij deze club op 12 september 2024 samen met Morgan Cross van Motherwell FC. Ze wist zich met haar club te plaatsen voor de Champions League groepfase, waarin ze het onder andere opnam tegen FC Twente.

## Statistieken
| Seizoen | Club                | Land      | Competitie     | Wedstrijden | Doelpunten |
| ------- | ------------------- | --------- | -------------- | ----------- | ---------- |
| 2022/23 | Motherwell WFC      | Schotland | Premier League | 23          | 0          |
| 2023/24 | Partick Thistle WFC | Schotland | Premier League | 29          | 2          |
| 2024/25 | Partick Thistle WFC | Schotland | Premier League | 6           | 3          |
| 2024/25 | Celtic FC           | Schotland | Premier League | 15          | 4          |
| Totaal  | Totaal              | Totaal    | Totaal         | 73          | 9          |

Laatste update: 26 februari 2025

## Interlandcarrière
Lawton werd in 2023 en 2024 geselecteerd voor het Schotse jeugdelftal Schotland -23.
In februari 2025 werd Lawton voor het eerst opgeroepen voor het Schotse nationale team. Ze maakte haar debuut in een met 1-0 verloren uitwedstrijd tegen Oostenrijk door in de basisopstelling te staan. In haar tweede wedstrijd wist Lawton in een wedstrijd tegen Nederland op Hampden Park haar eerste interlanddoelpunt te maken in het met 1-2 verloren duel.